# Unidades evolutivamente significativas
Unidade Evolutivamente Significativa (UES) é classificado como a unidade que possibilita o discernimento, levando em consideração populações distintas, entre as que possuem um patrimônio genético único e as que são, simplesmente, uma parte pouco diferente do conjunto total formado pela espécie. Dessa forma, uma ESU é um conjunto de organismos de uma mesma espécie que possuem atributos genéticos significativos para as gerações presentes e o futuro da espécie em questão, sendo considerado distinto para fins de conservação.      

Esse conceito foi proposto a fim de propiciar uma base racional para a priorização de taxa para esforços de conservação, vide que os recursos são limitados e que a taxonomia existente não reflete adequadamente a diversidade genética.  Além disso, é importante apontar que esse conceito pode ser aplicado a qualquer espécie, subespécie, raça geográfica, população ou subpopulação.

## Critérios para a definição de UES
Assim como acontece com o conceito de espécie, vários critérios foram propostos para a definição de Unidades Evolutivamente Significativas. No entanto, todas essas definições buscam atribuir critérios ao conceito básico de ESU e costumam incluir ao menos 1 dos seguintes critérios:
- Separação geográfica atual;
- Diferenciação genética em marcadores neutros entre ESUs relacionados causados por restrição passada do fluxo gênico;
- Traços fenotípicos localmente adaptados causados por diferenças na seleção.

As definições descritas ao longo dos anos podem ser divididas em 2 tipos de acordo com sua ênfase, isto é, se consideram mais importantes os dados moleculares ou os ecológicos. Deve-se ressaltar que ambos os critérios possuem benefícios e problemas próprios, de forma que alguns sugerem utilizar mais de uma abordagem para a identificação de ESUs, de acordo com o contexto.

## Conceito básico de Unidades Evolutivamente Significativas
O conceito básico de uma ESU trata-se de unidades populacionais que apresentam variação adaptativa significativa com base na concordância entre conjuntos de dados derivados por diferentes técnicas, como informações de história de vida, dados morfométricos, de alcance e distribuição e, por fim, de dados genéticos.

Essa definição foi proposta por Ryder em “Species conservation and systematics: the dilemma of subspecies”, onde ele reconhece o emblema que os zoológicos enfrentavam - e ainda enfrentam - ao decidir qual subespécie de determinada população deveria ser conservada e quais deveriam ser negligenciadas, devido à limitação de recursos, além do fato da taxonomia não refletir adequadamente a diversidade genética.

### Definições que enfatizam a importância dos dados moleculares
Em 1992, Dizon  propôs um sistema de classificação hierárquico na designação de ações conservacionistas, com categorias de 1 a 4, de acordo com sua ordem de probabilidade de serem unidades evolutivamente significativas. Em sua obra, a Categoria 1 é caracterizada por  populações que exibem um padrão de divergência genética descontínua, separadas tanto geograficamente quanto por distâncias genéticas significativas. Em seguida, na segunda categoria, as populações também exibem uma diversidade genética significativa, porém não são isolados geograficamente. Na Categoria 3 ocorre pouca diferenciação genética, porém há uma separação entre os indivíduos, de modo que não ocorra a reprodução entre eles. Por fim, na quarta categoria, estão aqueles que possuem a menor probabilidade de serem considerados uma ESU, por haver fluxo gênico e nenhuma subdivisão por barreiras extrínsecas.

Dois anos depois, Avise  delimitou uma Unidade Evolutivamente Significativa como um conjunto de populações derivadas de filogenias de genes consistentemente congruentes. Ainda no mesmo ano, Moritz definiu que uma ESU poderia ser caracterizada por populações que possuem monofilia recíproca para alelos de DNA mitocondrial e que demonstram divergência significativa de frequência alélica em loci nuclear.

Dentre as definições mais recentes de ESU que enfatizam a importância dos dados moleculares, encontra-se a definição de Bowen (1998), que estipula uma ESU como populações que mostram evidências de isolamento a longo prazo, e a de Fraser e Bernatchez (2001), que caracteriza a unidade evolutivamente significativa como uma linhagem que demonstra o fluxo gênico altamente restrito de outras linhagens dentro do nível organizacional superior da espécie.

### Definições que enfatizam a importância dos dados ecológicos
A primeira definição que enfatiza o uso de dados ecológicos foi a de Waples (1991), que propõe que os critérios devam ser populações que estão isoladas reprodutivamente de outro grupo de indivíduos da mesma espécie e que representa um componente importante do legado evolutivo das espécies.

Em 1994, em contrapartida às propostas lançadas neste mesmo ano por Avise e Moritz, Vogler e Desalle priorizam o uso de dados ecológicos em detrimento dos dados moleculares, definindo ESU como grupos que são diagnosticados por personagens que agrupam indivíduos ou populações com a exclusão de outros agrupamentos.

Nos anos 2000, foram propostas duas novas definições. A primeira delas foi de Crandall, que alega que o ideal seria o de abandonar o termo ESU, preferindo um conceito de espécie mais abrangente e apurado, constatado por populações distintas caracterizadas por inexistências genéticas e ecológicas em tempos recentes e históricos. A segunda foi de De Guia e Saitoh, sendo até o momento a mais recente de todas, publicada em 2007. Para eles, ESUs completos podem ser definidos somente quando as informações sobre a variação genética neutra e a variação adaptativa estiverem disponíveis e, caso contrário, os táxons são atribuídos a ESU parcial.

## Órgãos de conservação
Alguns dos órgãos de conservação que atualmente fazem uso do termo ESU são: 
1. “U.S. Endangered Species Act” (ESA),
2. “National Marine Fishery Service” (NMFS) e
3. “Australian Endangered Species Protection Act”.

## Termos equivalentes
O termo equivalente comumente utilizado no lugar de ESU é o de espécie, ainda que uma espécie seja um termo mais abrangente, podendo ser composta por várias ESUs. Um exemplo de órgão de conservação que faz uso deste termo é o Comitê sobre a Situação da Vida Selvagem Ameaçada no Canadá (COSEWIC), que o utiliza para se referenciar a espécies biológicas, subespécies, variedades e populações de organismos geneticamente ou geograficamente distintas. Outro termo que, embora não seja tão similar à ESU, é utilizado é o termo “estoque”, sendo referido a animais marinhos.

Um termo semelhante, porém não equivalente, é o termo “Unidade de Manejo” (MU). As MUs são reconhecidas como populações com divergência significativa das frequências alélicas, independente da distinção filogenética dos alelos. Dessa forma, enquanto as ESUs possuem uma necessidade de conservação a longo prazo, MUs envolvem questões de manejo a curto prazo. Além disso, em uma ESU pode estar incluído uma ou mais MUs.